# Sotome
Sotome (外海町, Sotome-chō) est un ancien bourg situé dans le district de Nishisonogi de la préfecture de Nagasaki au Japon.
En 2003, la population de la ville est estimée à 5 412 habitants pour une densité de 11,609 personnes par km². La superficie totale est de 46,62 km2.
Le 4 janvier 2005, Sotome, avec les bourgs d'Iōjima, Kōyagi, Nomozaki, Sanwa et Takashima, toutes du district de Nishisonogi, fusionnent avec la ville élargie de Nagasaki et n'existent plus en tant que municipalités indépendantes.

## Jumelages
- Vaux-sur-Aure (France)

## Source
- (en) Cet article est partiellement ou en totalité issu de l’article de Wikipédia en anglais intitulé « Sotome, Nagasaki » (voir la liste des auteurs).

## Liens
- Notices d'autorité :   - VIAF
  - Japon